# طواف السعودية 2023
طواف السعودية 2023 هو سباق دراجات هوائية من فئة  2.1، وهو الموسم الثالث من طواف السعودية، وأقيم خلال الفترة من 30 يناير 2023، وحتى 3 فبراير 2023 ضمن سباقات طواف آسيا للدراجات 2023، وشارك فيه  111 متسابقاً ووصل إلى نهايته  102 متسابقاً.
فاز بالمركز الأول روبن جيريرو، وفاز بالمركز الثاني دافيد فورمولو، وفاز بالمركز الثالث وفي ترتيب النقاط للشباب Santiago Buitrago ‏، وفاز في ترتيب الفرق فريق الإمارات، وفاز في ترتيب النقاط ديلان جروينويغن.

## الفرق
| فرق عالمية (7)- Astana Qazaqstan Team - Bahrain Victorious - Cofidis - Movistar Team - Team DSM - Team Jayco AlUla - UAE Team Emirates فرق برو (6)- بنجوال باوليز ساوكس دبليو بي ‏ - أوسكالتيل أوسكادي 2023 ‏ - Human Powered Health - فريق الدراجات Q36.5 ‏ - Team Solution Tech–Vini Fantini ‏ - أونو اكس برو سايكلنج تيم 2023 ‏ فرق قارية (2)- تيرينجانو 2023 ‏ - JCL Team Ukyo ‏ فريق وطني- فريق السعودية لركوب الدراجات‏ |  |
| |  |

## المراحل
| قائمة المراحل | قائمة المراحل | قائمة المراحل                   | قائمة المراحل | قائمة المراحل | قائمة المراحل      | قائمة المراحل   |
| المرحلة       | التاريخ       | الدورة                          |               | المسافة (كم)  | الفائز بالمرحلة    | القائد العام    |
| ------------- | ------------- | ------------------------------- | ------------- | ------------- | ------------------ | --------------- |
| المرحلة 1     | 30 يناير      | العلاء – خيبر                   | مرحلة مستوية  | 180٫5         | ديلان جروينويغن    | ديلان جروينويغن |
| المرحلة 2     | 31 يناير      | Winter Park ‏                    | مرحلة مستوية  | 184           | جوناثان ميلان      | ديلان جروينويغن |
| المرحلة 3     | 1 فبراير      | المنشية (الإسكندرية) – أبو ركوة | مرحلة مستوية  | 159٫2         | Søren Wærenskjold ‏ | جوناثان ميلان   |
| المرحلة 4     | 2 فبراير      | العلا – حرة رهاط                | مرحلة جبلية   | 163٫4         | روبن جيريرو        | روبن جيريرو     |
| المرحلة 5     | 3 فبراير      | العلا – العلا                   | مرحلة مستوية  | 142٫9         | سيموني كونسوني     | روبن جيريرو     |

## النتيجة

### مرحلة 1
هي مرحلة مستوية، أقيمت في 30 يناير 2023، وامتدّت لمسافة 180.5 كيلومتر. فاز بالمركز الأول، وتصدر ترتيب النقاط والترتيب العام في نهاية المرحلة ديلان جروينويغن، وتصدر ترتيب النقاط للشباب ماركوس هانسن، وتصدر ترتيب الفرق موفيستار.
| التصنيف العام | التصنيف العام      | التصنيف العام                 | التصنيف العام | التصنيف العام |
| العداء        | العداء             | الفريق                        | الوقت         |               |
| ------------- | ------------------ | ----------------------------- | ------------- | ------------- |
| 1             | ديلان جروينويغن    | Jayco AlUla                   | 4 س 07 د 59 ث |               |
| 2             | Dušan Rajović ‏     | Bahrain Victorious            | + 4 ث         |               |
| 3             | ماكس والشيد        | Cofidis                       | + 6 ث         |               |
| 4             | ماركوس هانسن       | أونو اكس برو سايكلنج تيم ‏     | + 7 ث         |               |
| 5             | Søren Wærenskjold ‏ | أونو اكس برو سايكلنج تيم ‏     | + 10 ث        |               |
| 6             | ماكس كانتر         | موفيستار                      | + 10 ث        |               |
| 7             | إيفو أوليفيرا      | فريق الإمارات                 | + 10 ث        |               |
| 8             | سيس بول            | Astana Qazaqstan Team         | + 10 ث        |               |
| 9             | Stian Fredheim ‏    | أونو اكس برو سايكلنج تيم ‏     | + 10 ث        |               |
| 10            | ماركو تيزا         | بنجوال باوليز ساوكس دبليو بي ‏ | + 10 ث        |               |
|               |                    |                               |               |               |
|               |                    |                               |               |               |

### مرحلة 2
هي مرحلة مستوية، أقيمت في 31 يناير 2023، وامتدّت لمسافة 184 كيلومتر. فاز بالمركز الأول، وتصدر ترتيب النقاط للشباب جوناثان ميلان، وتصدر الترتيب العام في نهاية المرحلة وترتيب النقاط ديلان جروينويغن، وتصدر ترتيب الفرق موفيستار.
| التصنيف العام | التصنيف العام    | التصنيف العام             | التصنيف العام | التصنيف العام |
| العداء        | العداء           | الفريق                    | الوقت         |               |
| ------------- | ---------------- | ------------------------- | ------------- | ------------- |
| 1             | ديلان جروينويغن  | Jayco AlUla               | 9 س 01 د 28 ث |               |
| 2             | جوناثان ميلان    | Bahrain Victorious        | + 6 ث         |               |
| 3             | ماكس والشيد      | Cofidis                   | + 12 ث        |               |
| 4             | سيس بول          | Astana Qazaqstan Team     | + 12 ث        |               |
| 5             | ماكس كانتر       | موفيستار                  | + 16 ث        |               |
| 6             | ريان جيبونز      | فريق الإمارات             | + 16 ث        |               |
| 7             | Erlend Blikra ‏   | أونو اكس برو سايكلنج تيم ‏ | + 16 ث        |               |
| 8             | لوكا ميزجيك      | Jayco AlUla               | + 19 ث        |               |
| 9             | Pier-André Côté ‏ | Human Powered Health      | + 19 ث        |               |
| 10            | سيموني كونسوني   | Cofidis                   | + 19 ث        |               |
|               |                  |                           |               |               |
|               |                  |                           |               |               |

### مرحلة 3
هي مرحلة مستوية، أقيمت في 1 فبراير 2023، وامتدّت لمسافة 159.2 كيلومتر. فاز بالمركز الأول Søren Wærenskjold ‏، وتصدر ترتيب الفرق موفيستار، وتصدر الترتيب العام في نهاية المرحلة وترتيب النقاط للشباب وترتيب النقاط جوناثان ميلان.
| التصنيف العام | التصنيف العام             | التصنيف العام                 | التصنيف العام  | التصنيف العام |
| العداء        | العداء                    | الفريق                        | الوقت          |               |
| ------------- | ------------------------- | ----------------------------- | -------------- | ------------- |
| 1             | جوناثان ميلان             | Bahrain Victorious            | 13 س 24 د 46 ث |               |
| 2             | سيس بول                   | Astana Qazaqstan Team         | + 8 ث          |               |
| 3             | ماكس كانتر                | موفيستار                      | + 16 ث         |               |
| 4             | روبن جيريرو               | موفيستار                      | + 17 ث         |               |
| 5             | فيليكس جروس شارتنر        | فريق الإمارات                 | + 18 ث         |               |
| 6             | سيموني كونسوني            | Cofidis                       | + 19 ث         |               |
| 7             | لوكا ميزجيك               | Jayco AlUla                   | + 19 ث         |               |
| 8             | Pier-André Côté ‏          | Human Powered Health          | + 19 ث         |               |
| 9             | Andoni López de Abetxuko ‏ | أوسكالتيل أوسكادي ‏            | + 19 ث         |               |
| 10            | ماركو تيزا                | بنجوال باوليز ساوكس دبليو بي ‏ | + 19 ث         |               |
|               |                           |                               |                |               |
|               |                           |                               |                |               |

### مرحلة 4
هي مرحلة جبلية، أقيمت في 2 فبراير 2023، وامتدّت لمسافة 163.4 كيلومتر. فاز بالمركز الأول، وتصدر الترتيب العام في نهاية المرحلة روبن جيريرو، وتصدر ترتيب النقاط جوناثان ميلان، وتصدر ترتيب الفرق فريق الإمارات، وتصدر ترتيب النقاط للشباب Santiago Buitrago ‏.
| التصنيف العام | التصنيف العام      | التصنيف العام         | التصنيف العام  | التصنيف العام |
| العداء        | العداء             | الفريق                | الوقت          |               |
| ------------- | ------------------ | --------------------- | -------------- | ------------- |
| 1             | روبن جيريرو        | موفيستار              | 17 س 09 د 51 ث |               |
| 2             | دافيد فورمولو      | فريق الإمارات         | + 8 ث          |               |
| 3             | Santiago Buitrago ‏ | Bahrain Victorious    | + 9 ث          |               |
| 4             | فيليكس جروس شارتنر | فريق الإمارات         | + 18 ث         |               |
| 5             | جوناثان ميلان      | Bahrain Victorious    | + 24 ث         |               |
| 6             | سيس بول            | Astana Qazaqstan Team | + 32 ث         |               |
| 7             | ويل بارتا          | موفيستار              | + 37 ث         |               |
| 8             | Xabier Azparren ‏   | أوسكالتيل أوسكادي ‏    | + 38 ث         |               |
| 9             | سيموني كونسوني     | Cofidis               | + 43 ث         |               |
| 10            | لوكا ميزجيك        | Jayco AlUla           | + 43 ث         |               |
|               |                    |                       |                |               |
|               |                    |                       |                |               |

### مرحلة 5
هي مرحلة مستوية، أقيمت في 3 فبراير 2023، وامتدّت لمسافة 142.9 كيلومتر. فاز بالمركز الأول سيموني كونسوني، وتصدر الترتيب العام في نهاية المرحلة روبن جيريرو، وتصدر ترتيب النقاط للشباب Santiago Buitrago ‏، وتصدر ترتيب الفرق فريق الإمارات، وتصدر ترتيب النقاط ديلان جروينويغن.

## التصنيف العام النهائي
| التصنيف العام         | التصنيف العام      | التصنيف العام                 | التصنيف العام  | التصنيف العام |
| العداء                | العداء             | الفريق                        | الوقت          |               |
| --------------------- | ------------------ | ----------------------------- | -------------- | ------------- |
| 1                     | روبن جيريرو        | موفيستار                      | 20 س 20 د 04 ث |               |
| 2                     | دافيد فورمولو      | فريق الإمارات                 | + 8 ث          |               |
| 3                     | Santiago Buitrago ‏ | Bahrain Victorious            | + 9 ث          |               |
| 4                     | فيليكس جروس شارتنر | فريق الإمارات                 | + 18 ث         |               |
| 5                     | جوناثان ميلان      | Bahrain Victorious            | + 24 ث         |               |
| 6                     | سيس بول            | Astana Qazaqstan Team         | + 32 ث         |               |
| 7                     | سيموني كونسوني     | Cofidis                       | + 33 ث         |               |
| 8                     | ويل بارتا          | موفيستار                      | + 37 ث         |               |
| 9                     | Xabier Azparren ‏   | أوسكالتيل أوسكادي ‏            | + 38 ث         |               |
| 10                    | ماركو تيزا         | بنجوال باوليز ساوكس دبليو بي ‏ | + 43 ث         |               |
|                       |                    |                               |                |               |
| مصدر: ProCyclingStats |                    |                               |                |               |

### تصنيف النقاط
| تصنيف النقاط          | تصنيف النقاط       | تصنيف النقاط              | تصنيف النقاط | تصنيف النقاط |
| العداء                | العداء             | الفريق                    | النقاط       |              |
| --------------------- | ------------------ | ------------------------- | ------------ | ------------ |
| 1                     | ديلان جروينويغن    | Jayco AlUla               | 34 نقطة      |              |
| 2                     | جوناثان ميلان      | Bahrain Victorious        | 28 نقطة      |              |
| 3                     | سيس بول            | Astana Qazaqstan Team     | 27 نقطة      |              |
| 4                     | سيموني كونسوني     | Cofidis                   | 25 نقطة      |              |
| 5                     | Søren Wærenskjold ‏ | أونو اكس برو سايكلنج تيم ‏ | 22 نقطة      |              |
| 6                     | روبن جيريرو        | موفيستار                  | 21 نقطة      |              |
| 7                     | ماكس كانتر         | موفيستار                  | 20 نقطة      |              |
| 8                     | دافيد فورمولو      | فريق الإمارات             | 16 نقطة      |              |
| 9                     | ماكس والشيد        | Cofidis                   | 14 نقطة      |              |
| 10                    | فيليكس جروس شارتنر | فريق الإمارات             | 12 نقطة      |              |
|                       |                    |                           |              |              |
| مصدر: ProCyclingStats |                    |                           |              |              |

## تصنيف الفرق

### الفرق حسب الوقت
| تصنيف الفرق حسب الوقت | تصنيف الفرق حسب الوقت         | تصنيف الفرق حسب الوقت | تصنيف الفرق حسب الوقت |
| الفريق                | الفريق                        | الوقت                 |                       |
| --------------------- | ----------------------------- | --------------------- | --------------------- |
| 1                     | فريق الإمارات                 | 47 س 51 د 32 ث        |                       |
| 2                     | موفيستار                      | + 13 ث                |                       |
| 3                     | Cofidis                       | + 52 ث                |                       |
| 4                     | Bahrain Victorious            | + 1 د 40 ث            |                       |
| 5                     | بنجوال باوليز ساوكس دبليو بي ‏ | + 1 د 55 ث            |                       |
|                       |                               |                       |                       |
| مصدر: ProCyclingStats |                               |                       |                       |

## تصانيف فرعية

### تصنيف أفضل شاب
| تصنيف أفضل شاب        | تصنيف أفضل شاب           | تصنيف أفضل شاب            | تصنيف أفضل شاب | تصنيف أفضل شاب |
| العداء                | العداء                   | الفريق                    | الوقت          |                |
| --------------------- | ------------------------ | ------------------------- | -------------- | -------------- |
| 1                     | Santiago Buitrago ‏       | Bahrain Victorious        | 20 س 20 د 13 ث |                |
| 2                     | جوناثان ميلان            | Bahrain Victorious        | + 15 ث         |                |
| 3                     | Xabier Azparren ‏         | أوسكالتيل أوسكادي ‏        | + 29 ث         |                |
| 4                     | Jacob Hindsgaul Madsen ‏  | أونو اكس برو سايكلنج تيم ‏ | + 34 ث         |                |
| 5                     | مارك دونوفان             | فريق الدراجات Q36.5 ‏      | + 34 ث         |                |
| 6                     | Embret Svestad-Bårdseng ‏ | Human Powered Health      | + 39 ث         |                |
| 7                     | Casper van Uden ‏         | Team DSM                  | + 2 د 50 ث     |                |
| 8                     | Axel Mariault ‏           | Cofidis                   | + 3 د 38 ث     |                |
| 9                     | Filip Maciejuk ‏          | Bahrain Victorious        | + 3 د 52 ث     |                |
| 10                    | Nickolas Zukowsky ‏       | فريق الدراجات Q36.5 ‏      | + 5 د 04 ث     |                |
|                       |                          |                           |                |                |
| مصدر: ProCyclingStats |                          |                           |                |                |

## وصلات خارجية
- الموقع الرسمي
- لمحة عن سباق طواف السعودية 2023 على موقع  ProCyclingStats   (برو  سايكلنج  ستاتس) - إحصاءات  محترفي  الدراجات.
- طواف السعودية 2023 على موقع إحصائيات الدراجات الإحترافية (الإنجليزية)